# Европейская молекулярно-биологическая лаборатория

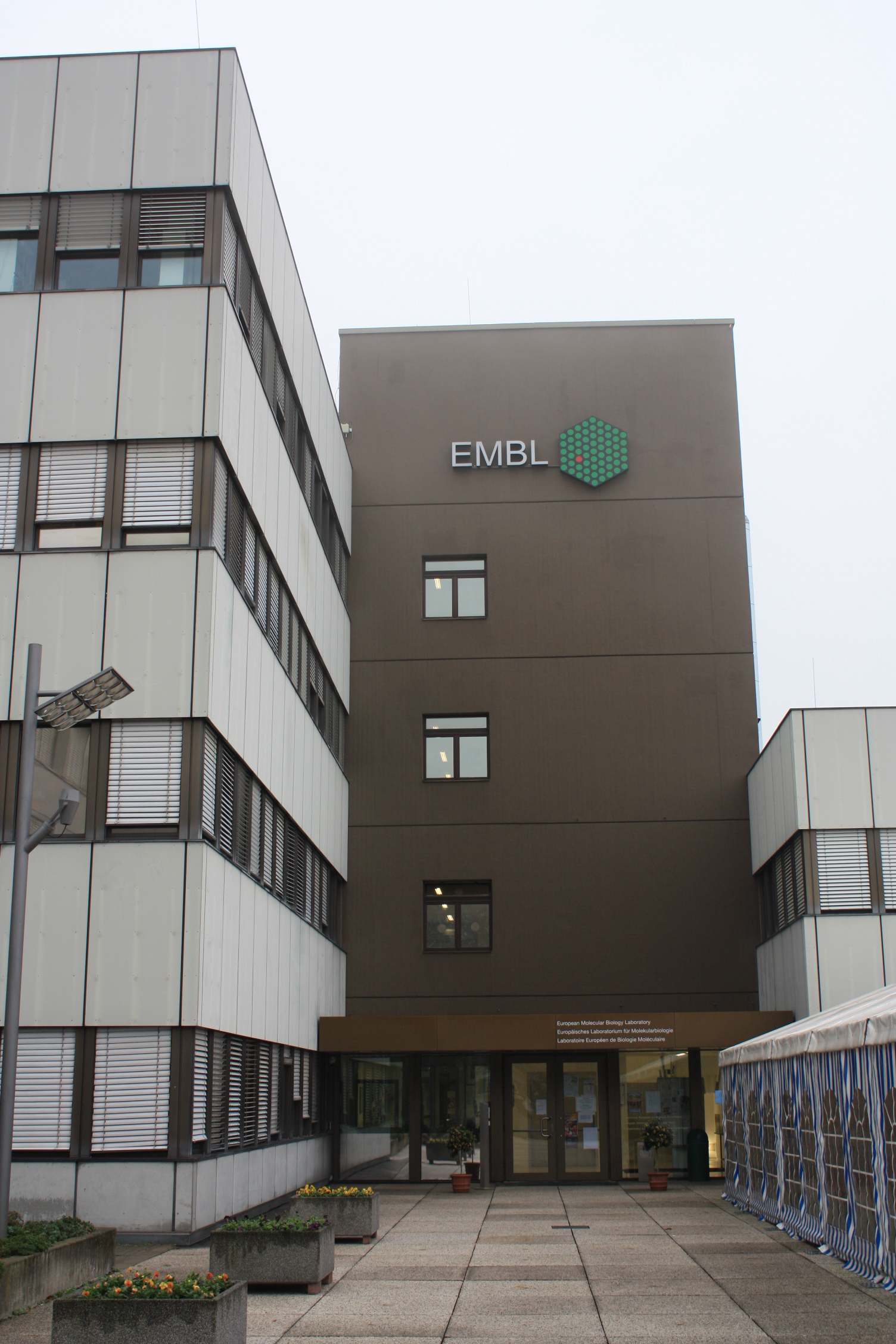
Здание EMBL в Гейдельберге

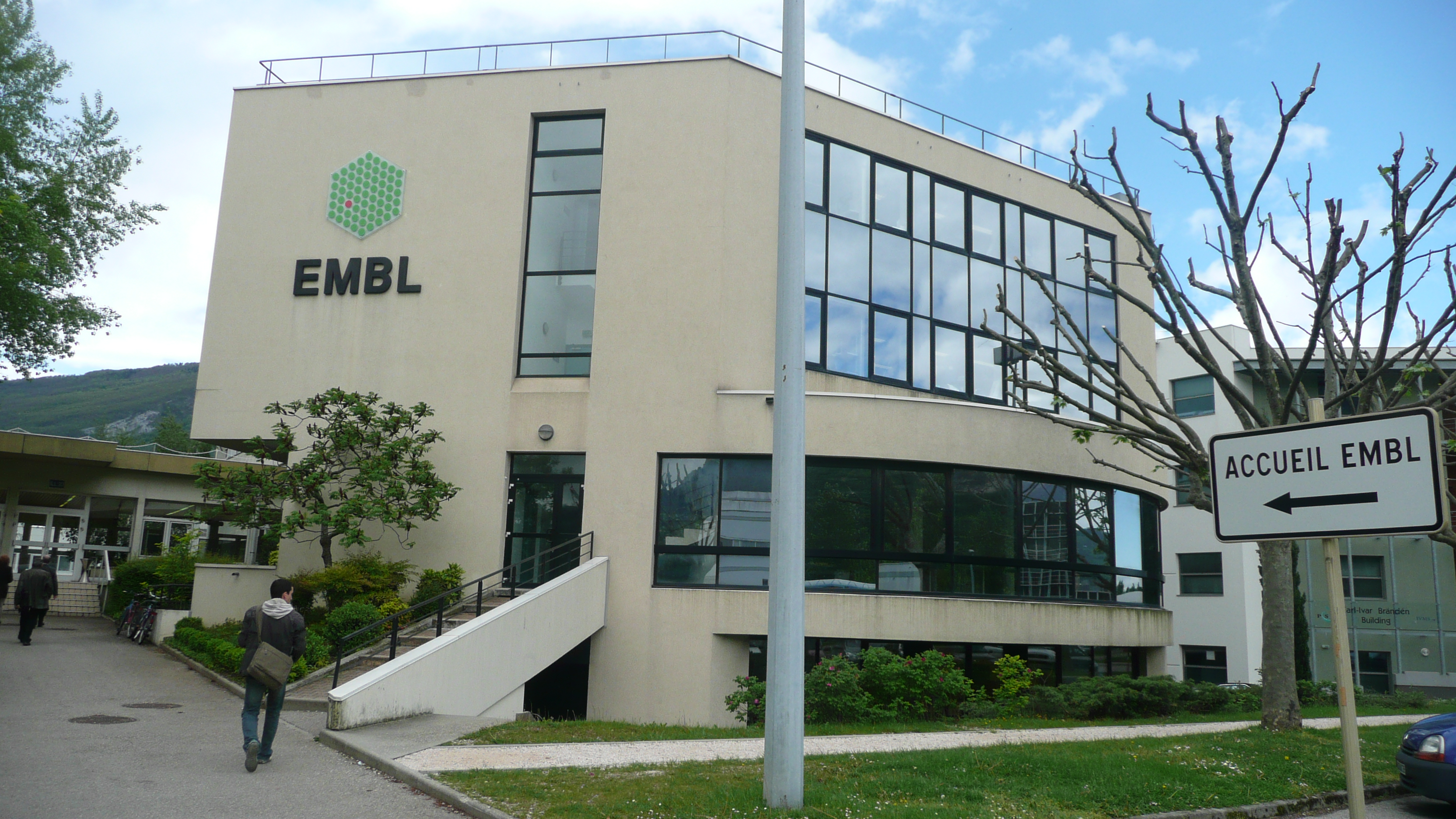
Станция EMBL в Гренобле.

Европейская молекулярно-биологическая лаборатория (англ. European Molecular Biology Laboratory, EMBL) — фундаментальный научно-исследовательский институт, который финансируется из средств, выделяемых двадцатью странами-участниками и страной-партнером Австралией. Лаборатория была основана в 1974 году. Научную деятельность в EMBL ведут около 85 независимых групп, которые покрывают все области молекулярной биологии. Лаборатория состоит из пяти отделений: главная лаборатория в Гейдельберге (Германия), филиалы в Гренобле (Франция), Гамбурге (Германия), Монтерондо (пригород Рима, Италия) и Европейский Институт Биоинформатики в Хинкстоне (близ Кембриджа, Великобритания).
Краеугольными камнями EMBL являются следующие направления деятельности: 
- фундаментальные исследования в области молекулярной биологии;
- подготовка высококвалифицированных научных кадров на всех уровнях вузовского и послевузовского образования. Около 210 аспирантов обучаются по международной программе PhD;
- обеспечение исследований биологических материалов для ученых из стран-участников;
- разработка новых приборов и методов биологических исследований и активное участие в распространении новых технологий, в продвижении практического применения результатов исследований и разработок.

Кроме того, EMBL способствует пропаганде и популяризации новейших достижений биологической науки через различные публичные мероприятия, такие как публичный лекторий, дни открытых дверей и пр. 
Лаборатория поддерживает и развивает связи с многими академическими институтами, научными обществами и ассоциациями.

## Страны-участники проекта
ЕМБЛ была основана в 1974 году 10 странами:
1. Австрия
2. Великобритания
3. Германия
4. Дания
5. Израиль
6. Италия
7. Нидерланды
8. Франция
9. Швейцария
10. Швеция

Позже в ЕМБЛ вошли:
1. Бельгия (1990)
2. Греция (2004)
3. Ирландия (2003)
4. Исландия (2004)
5. Испания (2003)
6. Люксембург (2007)
7. Норвегия (1985)
8. Португалия (1998)
9. Финляндия (1984)
10. Хорватия (2006)
11. Чешская Республика (2014)

С 2008 года Австралия входит в EMBL на правах страны-партнера.